# میم سایلون
میم سایلون (نام علمی: Memecylon) نام یک سرده از فرمانرو گیاه است.